# T-Bone Walker
T-Bone Walker (* jako Aaron Thibeaux Walker; 28. května 1910, Linden, Texas, USA – 16. března 1975, Los Angeles, Kalifornie, USA) byl americký bluesový kytarista, zpěvák, hudební skladatel a multiinstrumentalista. V roce 1980 byl jako jeden z prvních uveden do Blues Hall of Fame a v roce 1987 následovala Rock and Roll Hall of Fame. V roce 2003 ho časopis Rolling Stone zařadil na 47. pozici v seznamu 100 nejlepších kytaristů všech dob (The 100 Greatest Guitarists of All Time).

## Diskografie
- I Get So Weary (1961)
- Great Blues Vocals and Guitar (1963)
- The Legendary T-Bone Walker (1967)
- Call It Stormy Monday (But Tuesday Is Just as Bad) (1947)
- Blue Rocks (1968)
- I Want a Little Girl (1968)
- The Truth (1968)
- Feelin' the Blues (1969)
- Funky Town (1969)
- Good Feelin' (1969)
- Everyday I Have the Blues (1970)
- Dirty Mistreater (1973)
- Fly Walker Airlines (1973)
- Well Done (1973)